# هورن، سوئد
هورن (به سوئدی: Horn) یک منطقه مسکونی است که بخش شیندا شهرستان اوستریوتلاند در کشور سوئد واقع شده است. جمعیت هورن در پایان سال ۲۰۱۰ بالغ بر ۴۹۵ نفر بوده است.